# フランソワ・チャウ
フランソワ・チャウ（François Chau, 1959年10月26日 - ）は、カンボジア系アメリカ人の俳優である。ABCのテレビシリーズ『LOST』のピエール・チャン博士、映画『21オーバー 最初の二日酔い』のチャン博士役で知られる。

## 生い立ちと私生活
カンボジアのプノンペンで中国人とベトナム人の家系に生まれる。6歳の頃に家族でホーチミン市に移る。7歳の頃にベトナム戦争のためにフランスに移住し、さらに1年後にはアメリカ合衆国ワシントンD.C.へ移る。
大学卒業後にはロサンゼルスへ移り、現在も妻と娘と共に住んでいる。

## キャリア
中国人、日本人、モン族など多くの民族のキャラクターを演じる。SFシリーズ『GEMINI DIVISION ジェミナイ・ディビジョン』、『LOST』、『エクスパンス -巨獣めざめる-』などに出演。
この他にテレビシリーズでは『24 -TWENTY FOUR-』、『スターゲイト SG-1』、『ザ・ユニット 米軍極秘部隊』、『NUMBERS 天才数学者の事件ファイル』、『ER緊急救命室』、『ベイウォッチ』、『エイリアス』、『SHARK カリスマ敏腕検察官』、『グレイズ・アナトミー 恋の解剖学』、『犯罪捜査官ネイビーファイル』、『ミディアム 霊能者アリソン・デュボア』、『チャック』、『新チャーリーズ・エンジェル』、『NCIS:LA〜極秘潜入捜査班』、『Hawaii Five-O』(S4-17)などにゲスト出演した。コンピュータゲーム『ウィングコマンダー』シリーズにも出演した。
他にクリス・ブラウンのミュージック・ビデオ「Fine China」にも出演した。